# Serviço de Museus Históricos
O Serviço de Museus Históricos, ou Sistema de Museus do Estado de São Paulo em sua primeira nomenclatura, é um órgão pertencente à Secretaria da Educação do Estado de São Paulo iniciado oficialmente em 1986 por meio de um decreto.

## História
Em 1956, Sólon Borges dos Reis, diretor-geral do Departamento de Educação da Secretaria de Estado dos Negócios da Educação, propôs ao secretário Vicente de Paula Lima, a criação dos quatro primeiros Museus Históricos e Pedagógicos: MHP Prudente de Moraes, MHP Campos Salles, MHP Rodrigues Alves e o MHP Washington Luís, com a intenção de criar novos centros de memória e pesquisa sobre a vida dos quatro presidentes republicanos oriundos de São Paulo.
Em 1957, Sólon se afasta da Secretaria da Educação e convida Vinício Stein Campos para presidir o Serviço de Museus Históricos, tornando-o responsável pela implantação e gestão dos MHP.
No dia 13 de janeiro de 1986, por meio de um decreto assinado pelo governador Franco Montoro, pelo secretário de estado da cultura, Jorge da Cunha Lima e pelo secretário de governo, Bresser-Pereira, estabeleceu-se o primeiro sistema de museus de todo o país.